# Мостоотряд-90
Мостоотряд-90 (ДТФ Мостоотряд-90) — строительное предприятие, филиал АО «Дороги и мосты», располагающееся в городе Дмитров Московской области. Основной деятельностью предприятия является строительство мостов, путепроводов, эстакад и тоннелей из железобетона.

## История
История предприятия начинается на Тульской прокатной базе Мостотреста. Здесь в августе 1941 года согласно приказу Наркома путей сообщения была сформирована Мостовосстановительная летучка № 51 для восстановления разрушенных в ходе войны мостов и путепроводов. Осенью 1941 года она была переименована в Мостопоезд № 422. Руководителем был назначен Иван Федорович Рвачев.
Оснащение Мостопоезда было небольшим: лебёдки, домкраты, монтажные тележки, бензорез, электродрели, труд был ручной. Из транспорта — трактор и одна автомашина. Коллектив — 28 человек. Первым восстановленным объектом был мост через Оку в Кашире, который мостопоезд восстановил в рекордные сроки за 14 дней. За годы Великой Отечественной войны было восстановлено более 140 больших и малых мостов.
Так согласно постановлениям Государственного Комитета Обороны и Приказам Наркома путей сообщения по всей стране были сформированы несколько Мостопоездов под различными номерами (в дальнейшем Мостоотряды). В задачи которых входило восстановление разрушенной инфраструктуры и строительство новых мостов и объектов. Большинство мостопоездов находились в прямом подчинении Главного управления военно-восстановительных работ Наркомата путей сообщения.

### Послевоенный период. Прописка в Дмитровском районе
После войны предприятие получает задания по строительству жилья, мостов и реконструкцию заводов на различных местах страны.
В 1951 году Мостопоезд № 422 получает прописку в городе Дмитрове. Активно участвует в строительстве Дмитровского завода мостовых железобетонных изделий (завод МЖБК). В 1952 году начинает обустройство базы предприятия возле завода МЖБК.
Территориально предприятие разместилось в посёлке завода железобетонных конструкций, который в 1959 году из Орудьевского сельсовета вошёл в Дмитров.
С 1952 по 1961 год в Московской области было построено более 26 мостов и путепроводов, реконструирован завод № 24 Министерства путей сообщения и другие объекты.
В августе 1954 года из Министерства путей сообщения было выделено Министерство транспортного строительства СССР (Минтрансстрой СССР).
На 1955 год Мостопоезд № 422 входил в состав специализированного Всесоюзного треста по строительству внеклассных и больших мостов (Москва) Мостотреста Главмостостроя.
В 1962 году предприятие начинает строительство жилых домов и в Дмитрове на соседних улицах: Комсомольской, Инженерной и Пушкинской.
В 1960—80-е годы предприятие принимает активное участие в строительстве различных социальных и производственных объектов в Дмитровском районе. Им построены: районный Дворец культуры, Музыкальная школа, Школа-интернат, Школа рабочей молодёжи и здание УВД. Также множество сельскохозяйственных объектов и 13 многоэтажных домов общей площадью 60 тыс. м2.
В 1971 году в связи с необходимостью подготовки рабочих специальностей и кадров для Мостоотряда-90, завода МЖБК и ДДСК рядом по улице Космонавтов возводится современный «городок» для строительного техникума.
В 1979 году Мостопоезд № 422 получает новое название «Мостоотряд-90».
В советское время под руководством специалистов Мостоотряда-90 возводятся мосты и различные объекты в других странах: Ангола, Гвиней, Камбоджа, Лаос, Йемен, Китай, Ирак, Иран, Афганистан, Финляндия, Чехословакия.

### Новейшая история
В 1993 году акционирование Треста по строительству внеклассных и больших мостов. Дмитровская территориальная фирма Мостоотряд № 90 становится филиалом ОАО «Мостотрест» (ДТФ Мостоотряд-90). С 1991 года директором предприятия является Андрей Гельевич Афанасьев.
В новых экономических условиях предприятие отметилось постройкой множества объектов различной сложности на территории РФ. Данный период явился одним из самых продуктивных в истории предприятия.
В октябре 2020 года из структуры ПАО «Мостотрест» было выделено АО «Дороги и мосты», куда и вошёл Мостоотряд-90.

## Построенные объекты

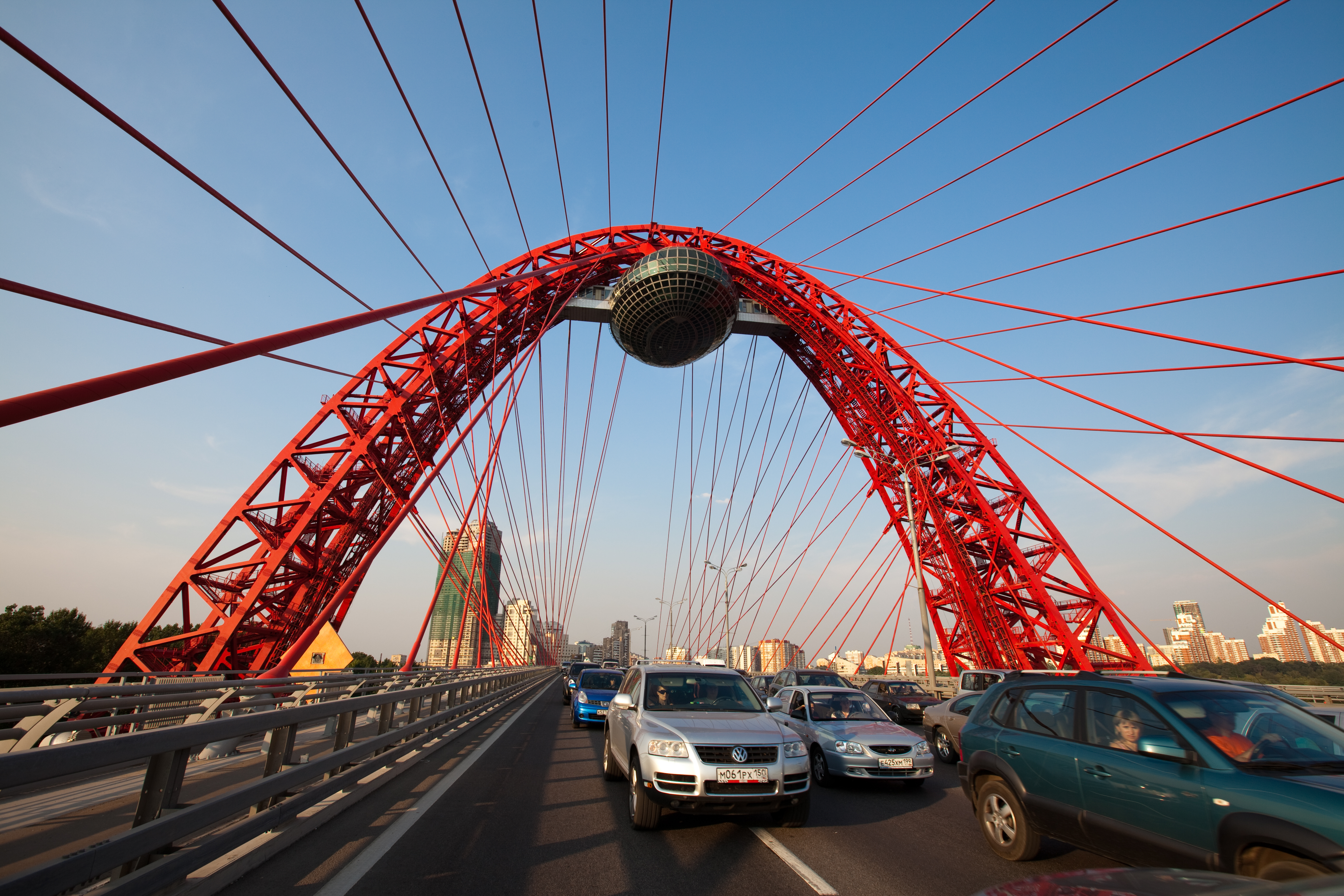
Живописный мост через реку Москву в Серебряном Бору

- Пандус к храму Христа Спасителя в Москве[2] в 1995 году;
- Татищевский мост через канал имени Москвы на пересечении автодорог А104 и Большого кольца в 1995—1998 годах. В 2010—2015 годах мост был расширен ещё на две полосы[5];
- Вантовый мост через реку Москву на участке Краснопресненского проспекта от МКАД до проспекта Маршала Жукова (Живописный мост в Серебряном Бору) в 2004—2007 годах[6];
- Реконструкция моста через реку Волгу в городе Кимры Тверской области в 2005—2007 годах[7];
- Многоуровневая автомобильная развязка на Пулковском шоссе второй очереди КАД (Санкт-Петербург) на участке от автодороги М-10 «Россия» до автодороги Е20 «Нарва» в 2006—2007 годах;
- Стена в грунте длиной 2 км и объёмом 15000 м³ новой станции «Горьковская» метрополитена в Нижнем Новгороде в 2008—2010 годах.